# Sijtje van der Lende
Sijtje van der Lende (Wolvega, 31 januari 1950) is een Nederlands oud-langebaanschaatsster. Na haar lange actieve schaatsloopbaan werd ze schaatscoach, aanvankelijk van het gewest Friesland, vervolgens van de commerciële ploeg VPZ, maar sinds seizoen 2008/2009 als bondscoach van China.

## Biografie
De ouders van Van der Lende woonden in Sonnega waar ze is opgegroeid. Daar leerde ze tijdens de winter van 1963 schaatsen op natuurijs. Ze werd lid van de kernploeg van de KNSB. Tussen 1974 en 1980 stond Van der Lende zeven maal op het podium bij het NK Allround: in 1976, 1977 en 1979 als winnaar, de overige keren als derde. Eind jaren '70 was Van der Lende enkele jaren houdster van de Nederlandse records op de 1500 en 3000 meter.
Van der Lende nam zeven maal deel aan het WK Allround. Het WK van 1976 was haar succesvolste toernooi, naast de vierde plaats (slechts 0,040 punt achter Sheila Young) in het eindklassement behaalde ze de zilveren medaille op de 1500 meter.
Na haar loopbaan als schaatsster werkte Van der Lende tussen 1984 en 1995 bij de KNSB-Gewest Friesland, was ze actief als bondscoach en werkte ze voor verschillende commerciële ploegen. Ze was bij het gewest onder andere de trainster van Tonny de Jong en Annamarie Thomas. Van seizoen 2005/2006 tot en met seizoen 2007/2008 was Van der Lende coach van de ploeg VPZ. Bij dit team werkte ze onder andere met Jorien Voorhuis en Ben Jongejan. Op 13 mei 2008 werd bekend dat Van der Lende een contract voor twee jaar heeft getekend om als bondscoach voor China te fungeren. Volgens Van der Lende had ruim de helft van de Chinese trainers bedenkingen bij haar komst, maar naarmate de Fries de trainingsschema's had aangepast en de resultaten volgden, werd de weerstand minder. Met Yu Fengtong en Wang Fei hoopte ze in de top te eindigen.

## Persoonlijk records
| Afstand    | Tijd    | Datum            | Baan                 |
| ---------- | ------- | ---------------- | -------------------- |
| 500 meter  | 43,66   | 20 januari 1980  | Davos                |
| 1000 meter | 1.25,86 | 20 januari 1980  | Davos                |
| 1500 meter | 2.12,59 | 24 februari 1979 | Medeo                |
| 3000 meter | 4.39,15 | 16 januari 1977  | Madonna di Campiglio |
| 5000 meter | 8.25,30 | 17 januari 1982  | Groningen            |

## Resultaten
| Jaar | NK Junioren B | NK Junioren A | NK Allround | EK Allround | WK Allround | WK Sprint  | Olympische Spelen                      |
| ---- | ------------- | ------------- | ----------- | ----------- | ----------- | ---------- | -------------------------------------- |
| 1967 | 9e            |               |             |             |             |            |                                        |
| 1968 |               | Zilver        |             |             |             |            |                                        |
| 1969 |               | 5e            |             |             |             |            |                                        |
| 1970 |               |               | 13e         |             |             |            |                                        |
| 1971 |               |               | 13e         |             |             |            |                                        |
| 1972 |               |               | 6e          |             |             |            |                                        |
| 1973 |               |               | 4e          | 13e         | 13e         | 29e (+val) |                                        |
| 1974 |               |               | Brons       | 5e          | 9e          | 19e        |                                        |
| 1975 |               |               | Brons       |             |             |            |                                        |
| 1976 |               |               | Goud        |             | 4e          | 14e        | 24e 500m 11e 1000m 13e 1500m 9e 3000m  |
| 1977 |               |               | Goud        |             | 11e         | 6e         |                                        |
| 1978 |               |               | Brons       |             | 12e         | 16e        |                                        |
| 1979 |               |               | Goud        |             | 7e          | 13e        |                                        |
| 1980 |               |               | Brons       |             | NC21        | DQ3        | 26e 500m 13e 1000m 15e 1500m 16e 3000m |
| 1981 |               |               | 8e          |             |             |            |                                        |
| 1981 |               |               | 12e         |             |             |            |                                        |

NC# = Niet gekwalificeerd voor laatste afstand, maar wel als # geëindigd in eindrangschikking
DQ3 = Diskwalificatie op derde afstand

## Nederlandse records
| Nr. | Afstand        | Tijd    | Datum               | Baan                 |
| --- | -------------- | ------- | ------------------- | -------------------- |
| 1   | 1500 meter     | 2.13,95 | 15 maart 1976       | Medeo                |
| 2   | minivierkamp   | 179.553 | 15/16 maart 1976    | Medeo                |
| 3   | 3000 meter     | 4.39,15 | 16 januari 1977     | Madonna di Campiglio |
| 4   | sprintvierkamp | 175.735 | 17/18 februari 1979 | Inzell               |
| 5   | 1500 meter     | 2.12,59 | 24 februari 1979    | Medeo                |